# Chloral

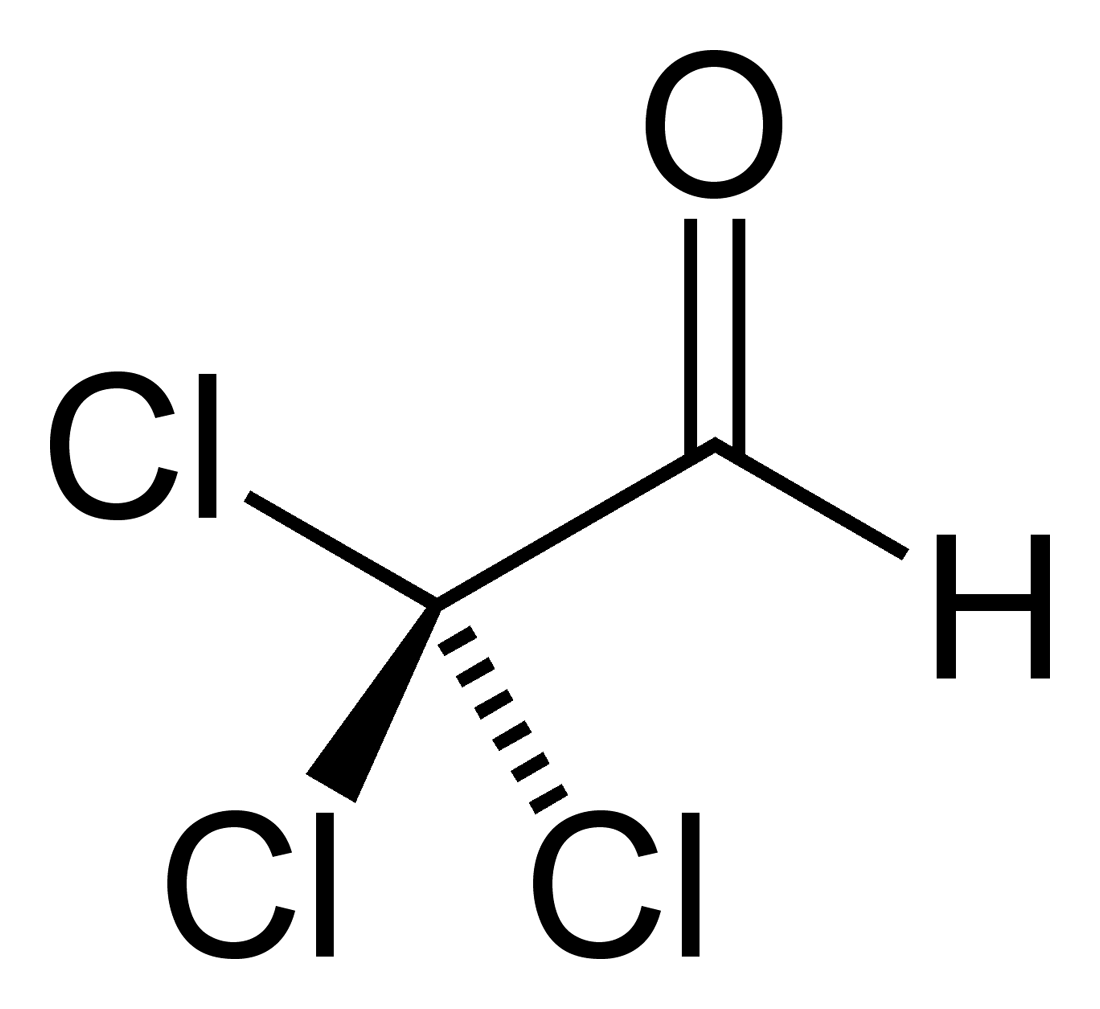
Strukturní vzorec chloralu (trichlorethanal).

Chloral, též známý jako trichloracetaldehyd (systematický název trichlorethanal), je organická sloučenina se vzorcem Cl3CCHO. Tento aldehyd je za běžných podmínek bezbarvá olejovitá kapalina mísitelná se širokou škálou rozpouštědel. S vodou reaguje za vzniku chloralhydrátu, dříve používaného jako sedativum a hypnotikum.

## Výroba
Chloral lze vyrábět chlorací ethanolu, což zjistil Justus von Liebig v roce 1832.

## Reakce
Kromě tendence tvořit chloralhydrát je chloral znám především jako stavební blok při syntéze DDT. Pro tento účel se nechává reagovat s chlorbenzenem za přítomnosti katalytického množství kyseliny sírové:
Cl3CCHO + 2 C6H5Cl → Cl3CCH(C6H4Cl)2 + H2O
Tuto reakci popsal Othmar Zeidler v roce 1874.
Chloral lze také použít k přípravě chloroformu, který vzniká při reakci s hydroxidem sodným.